# День возрождения балкарского народа
День возрождения балкарского народа — 28 марта, отмечается ежегодно и является праздничным днем в Кабардино-Балкарии. Посвящен возвращению балкарского народа из Средней Азии в Кабардино-Балкарскую АССР после 13-летней депортации. Установлен Указом президента КБР в 1994 году.

## История возникновения
Дата праздника обусловлена восстановлением в 1957 году национальной автономии Кабардино-Балкарской АССР, после 13-летней ссылки балкарского народа в 1944 г. Хронология правительственных актов:
- 28 апреля 1956 г. — Указ Президиума Верховного Совета СССР "О снятии ограничений по спецпоселению с крымских татар, балкарцев, турок — граждан СССР, курдов, хемшилов и членов их семей, выселенных в период Великой Отечественной войны"[2]
- 9 января 1957 г. — Указ Президиума Верховного Совета СССР "О преобразовании Кабардинской АССР в Кабардино-Балкарскую АССР" [3].
- 11 февраля 1957 г. — Закон СССР об утверждение указа от 9 января 1957 года[4].
- 28 марта 1957 г. — Закон Верховного Совета КБАССР «О преобразовании Кабардинской АССР В Кабардино-Балкарскую АССР»[5][6].
- 25 марта 1994 г. — Указ Президента КБР от 25.03.1994 N 19 "Об установлении Дня возрождения балкарского народа" [7].

## Современность
Традиционно, день возрождения балкарского народа, отмечается культурными и спортивными мероприятиями во многих городах и селах Кабардино-Балкарии. Среди которых:
- праздничные концерты,
- театрализованные представления,
- выставки работ балкарских художников,
- литературно-музыкальные вечера,
- книжные выставки,
- спортивные соревнования,
- конные состязания,
- автопробеги.